# Associazione Calcio Udinese 1961-1962
Questa voce raccoglie le informazioni riguardanti l'Associazione Calcio Udinese nelle competizioni ufficiali della stagione 1961-1962.

## Stagione
Dopo cinque anni consecutivi in Serie A, di cui tre salvezze nelle ultime giornate, l'Udinese retrocedette in Serie B dopo essere arrivata all'ultimo posto in campionato, nonostante la società avesse optato più volte per il cambio dell'allenatore. In Coppa Italia la squadra uscì al secondo turno per mano del Novara, formazione al tempo di Serie B, per 2-0.

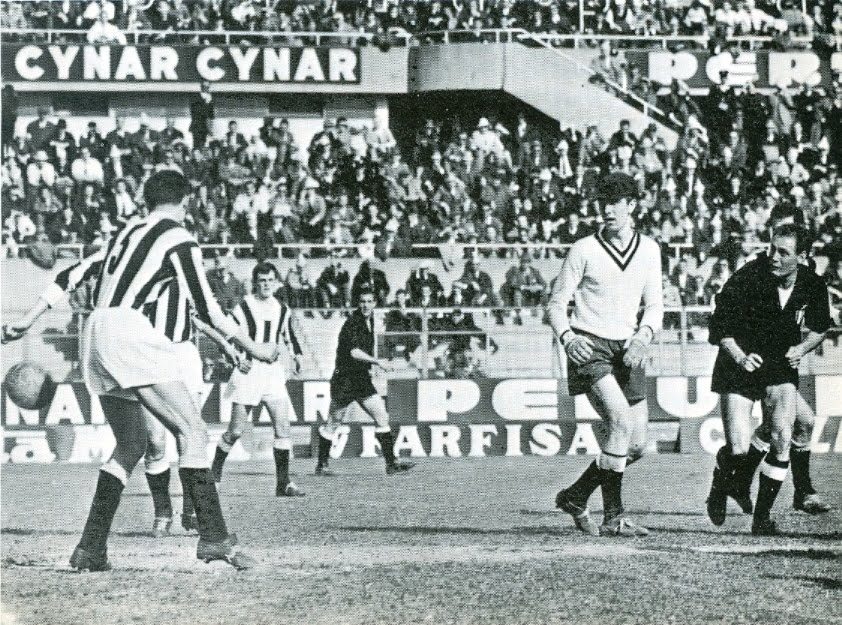
Un frangente di Juventus-Udinese (2-3) dell'8 aprile 1962: per evitare confusione con la divisa di cortesia nera dei padroni di casa, il portiere friulano Dino Zoff (al centro) indossò la maglia bianca del suo collega juventino Giuseppe Vavassori.

In campionato, dopo due sconfitte, arrivarono i primi punti sul campo del Padova, battuto per 1-0. In seguito i friulani incapparono in sei partite consecutive senza punti contro cinque compagini di alta classifica. Nei successivi sei turni l'Udinese trovò solo due punti, il che la relegò all'ultimo posto della classifica con 4 punti in 15 incontri. Batté la Juventus nella giornata successiva, ma poi arrivarono altre sette sconfitte di fila. Nelle ultime 10 giornate del torneo la squadra conquistò dieci punti, il che non servì a evitare l'ultimo posto in classifica e la conseguente retrocessione tra i cadetti.

## Rosa
| N. |                   | Ruolo | Calciatore         |
| -- | ----------------- | ----- | ------------------ |
|    | Italia (bandiera) | P     | Gianni Romano      |
|    | Italia (bandiera) | P     | Franco Dinelli     |
|    | Italia (bandiera) | P     | Dino Zoff          |
|    | Italia (bandiera) | D     | Guglielmo Burelli  |
|    | Italia (bandiera) | D     | Renato Valenti     |
|    | Italia (bandiera) | D     | Remo Barbiani      |
|    | Italia (bandiera) | D     | Claudio Pribaz     |
|    | Italia (bandiera) | D     | Flavio Colaotto    |
|    | Italia (bandiera) | D     | Silvano Bernard    |
|    | Italia (bandiera) | D     | Claudio Pribaz     |
|    | Italia (bandiera) | C     | Vasco Tagliavini   |
|    | Italia (bandiera) | C     | Armando Segato     |
|    | Italia (bandiera) | C     | Candido Beretta    |
|    | Italia (bandiera) | C     | Renzo Sassi        |
|    | Italia (bandiera) | C     | Giuseppe Del Zotto |

| N. |                      | Ruolo | Calciatore         |
| -- | -------------------- | ----- | ------------------ |
|    | Italia (bandiera)    | C     | Claudio Delpin     |
|    | Italia (bandiera)    | C     | Franco De Cecco    |
|    | Italia (bandiera)    | C     | Elvio Salvori      |
|    | Italia (bandiera)    | C     | Silvano Moro       |
|    | Italia (bandiera)    | A     | Francesco Canella  |
|    | Argentina (bandiera) | A     | Luis Pentrelli     |
|    | Svezia (bandiera)    | A     | Arne Selmosson     |
|    | Italia (bandiera)    | A     | Roberto Manganotto |
|    | Italia (bandiera)    | A     | Giulio Bonafin     |
|    | Svezia (bandiera)    | A     | Kurt Andersson     |
|    | Italia (bandiera)    | A     | Carlo Galli        |
|    | Danimarca (bandiera) | A     | Leif Mortensen     |
|    | Italia (bandiera)    | A     | Giorgio Tinazzi    |
|    | Italia (bandiera)    | A     | Orlando Rozzoni    |

## Risultati

### Serie A

#### Girone di andata
| Arbitro: | Righi (Milano) |

|               |           |                                  |
| Andersson 38’ | Marcatori | 49’, 78’ Manfredini 79’ Lojacono |

| Arbitro: | Jonni (Macerata) |

|                         |           |  |
| Allemann 8’ Sormani 72’ | Marcatori |  |

| Arbitro: | Di Tonno (Lecce) |

|             |           |  |
| Canella 53’ | Marcatori |  |

| Arbitro: | Sbardella (Roma) |

|                                                        |           |                                |
| Greaves 10’, 24’ (rig.) Sassi 22’ (aut.) Pivatelli 49’ | Marcatori | 30’, 82’ Pentrelli 36’ Canella |

| Arbitro: | Marchese (Frattamaggiore) |

|             |           |                         |
| Canella 69’ | Marcatori | 35’ Favini 44’ Olivieri |

| Arbitro: | De Robbio (Torre Annunziata) |

|                                             |           |                        |
| Milani 17’, 19’ Hamrin 38’, 78’ Jonsson 46’ | Marcatori | 8’ Sassi 50’ Pentrelli |

| Arbitro: | Rebuffo (Milano) |

|                                |           |                |
| Raffin 62’ Bruno Siciliano 71’ | Marcatori | 28’ Manganotto |

| Arbitro: | Sbardella (Roma) |

|             |           |                        |
| Canella 79’ | Marcatori | 14’, 51’ Law 67’ Baker |

| Arbitro: | Jonni (Macerata) |

|  |           |             |
|  | Marcatori | 4’ Hitchens |

| Arbitro: | Sebastio (Taranto) |

|                               |           |                           |
| Veselinović 11’ Brighenti 68’ | Marcatori | 35’ Rozzoni 71’ Pentrelli |

| Arbitro: | Campanati (Milano) |

|             |           |                 |
| Rozzoni 78’ | Marcatori | 24’, 71’ Massei |

| Arbitro: | Lo Bello (Siracusa) |

|                                    |           |                   |
| Di Giacomo 29’ Lindskog 49’ (rig.) | Marcatori | 37’ (rig.) Segato |

| Arbitro: | Grignani (Milano) |

|  |           |            |
|  | Marcatori | 12’ Prenna |

| Arbitro: | Angonese (Mestre) |

|                  |           |                  |
| Campana 39’, 59’ | Marcatori | 12’, 64’ Canella |

| Arbitro: | De Robbio (Torre Annunziata) |

|  |           |               |
|  | Marcatori | 90’ Börjesson |

| Arbitro: | Adami (Roma) |

|                  |           |           |
| Canella 42’, 67’ | Marcatori | 5’ Nicolè |

| Arbitro: | Di Tonno (Lecce) |

|                            |           |                   |
| Vinício 28’ Bulgarelli 31’ | Marcatori | 64’ (rig.) Segato |

#### Girone di ritorno
| Arbitro: | Marchese (Frattamaggiore) |

|                                      |           |  |
| Manfredini 30’, 42’, 88’ Jonsson 61’ | Marcatori |  |

| Arbitro: | Righetti (Torino) |

|  |           |             |
|  | Marcatori | 80’ Sormani |

| Arbitro: | Angelini (Firenze) |

|                                           |           |  |
| Tortul 26’, 58’ Celio 35’ Del Vecchio 85’ | Marcatori |  |

| Arbitro: | Gambarotta (Genova) |

|  |           |              |
|  | Marcatori | 86’ Altafini |

| Arbitro: | Di Tonno (Lecce) |

|                         |           |               |
| da Costa 23’ Favini 49’ | Marcatori | 65’ Selmosson |

| Arbitro: | Jonni (Macerata) |

|                    |           |                                           |
| Selmosson 53’, 80’ | Marcatori | 15’ Milani 28’ (rig.) Marchesi 72’ Hamrin |

| Udine 4 febbraio 1962 24ª giornata | Udinese          | 0 – 0 | Venezia | Stadio Moretti\| Arbitro: \| Bonetto (Torino) \| |
| Arbitro:                           | Bonetto (Torino) |       |         |                                                  |

| Arbitro: | D'Agostini (Roma) |

|               |           |                           |
| Gualtieri 50’ | Marcatori | 11’ Selmosson 81’ Rozzoni |

| Arbitro: | De Robbio (Torre Annunziata) |

|                                    |           |  |
| Hitchens 64’ Tagliavini 85’ (aut.) | Marcatori |  |

| Udine 25 febbraio 1962 27ª giornata | Udinese           | 0 – 0 | Sampdoria | Stadio Moretti\| Arbitro: \| Grignani (Milano) \| |
| Arbitro:                            | Grignani (Milano) |       |           |                                                   |

| Arbitro: | Marchese (Frattamaggiore) |

|                          |           |             |
| Cervato 15’ Mencacci 81’ | Marcatori | 79’ Beretta |

| Arbitro: | Gambarotta (Genova) |

|                                        |           |              |
| Rozzoni 26’, 29’, 81’ Canella 70’, 77’ | Marcatori | 31’ Galbiati |

| Arbitro: | Babini (Ravenna) |

|                           |           |  |
| Calvanese 1’ Benaglia 44’ | Marcatori |  |

| Arbitro: | Roversi (Bologna) |

|  |           |              |
|  | Marcatori | 42’ Vernazza |

| Arbitro: | Politano (Cuneo) |

|                    |           |                                       |
| Burelli 70’ (aut.) | Marcatori | 67’ Selmosson 66’ Rozzoni 88’ Beretta |

| Arbitro: | Varazzani (Parma) |

|                           |           |                                      |
| Stacchini 33’ Charles 37’ | Marcatori | 10’ Selmosson 20’ Delpin 76’ Rozzoni |

| Arbitro: | Ferrari (Milano) |

|             |           |                |
| Rozzoni 85’ | Marcatori | 46’ Bulgarelli |

### Coppa Italia
| Arbitro: | Babini (Ravenna) |

|                           |           |  |
| Fumagalli 17’ Mentani 33’ | Marcatori |  |

### Coppa Mitropa

#### Primo turno
Le tre gare sono state disputate nella stagione 1960-61, tranne il recupero:
| Arbitro: | Mayer |

|                                   |           |                       |
| Andersson 10’, 117’ Pentrelli 20’ | Marcatori | 19’ Namacak 35’ Hajek |

#### Semifinali
| Arbitro: | Baboucek |

|                    |           |                          |
| Hrncar Picher Kisy | Marcatori | Mortensen Canella Segato |

| Arbitro: | Sranko |

|             |           |           |
| Canella 58’ | Marcatori | 50’ Durek |

## Statistiche

### Statistiche di squadra
| Competizione  | Punti | In casa | In casa | In casa | In casa | In casa | In casa | In trasferta | In trasferta | In trasferta | In trasferta | In trasferta | In trasferta | Totale | Totale | Totale | Totale | Totale | Totale | DR  |
| Competizione  | Punti | G       | V       | N       | P       | Gf      | Gs      | G            | V            | N            | P            | Gf           | Gs           | G      | V      | N      | P      | Gf     | Gs     | DR  |
| ------------- | ----- | ------- | ------- | ------- | ------- | ------- | ------- | ------------ | ------------ | ------------ | ------------ | ------------ | ------------ | ------ | ------ | ------ | ------ | ------ | ------ | --- |
| Serie A       | 17    | 17      | 3       | 3       | 11      | 15      | 22      | 17           | 3            | 2            | 12           | 22           | 41           | 34     | 6      | 5      | 23     | 37     | 63     | -26 |
| Coppa Italia  |       | 0       | 0       | 0       | 0       | 0       | 0       | 1            | 0            | 0            | 1            | 0            | 2            | 1      | 0      | 0      | 1      | 0      | 2      | -2  |
| Coppa Mitropa | 3     | 2       | 1       | 1       | 0       | 4       | 3       | 1            | 0            | 0            | 1            | 3            | 4            | 3      | 1      | 1      | 1      | 7      | 7      | 0   |
| Totale        | 20    | 19      | 4       | 4       | 11      | 19      | 25      | 19           | 3            | 2            | 14           | 25           | 47           | 38     | 7      | 6      | 25     | 44     | 72     | -28 |

### Statistiche dei giocatori
| Giocatore     | Serie A  | Serie A | Coppa Italia | Coppa Italia | Totale   | Totale |
| Giocatore     | Presenze | Reti    | Presenze     | Reti         | Presenze | Reti   |
| ------------- | -------- | ------- | ------------ | ------------ | -------- | ------ |
| K. Andersson  | 11       | 1       | 1            | 0            | 12       | 1      |
| R. Barbiani   | 5        | 0       | -            | -            | 5        | 0      |
| C. Beretta    | 24       | 2       | 1            | 0            | 25       | 2      |
| S. Bernard    | 1        | 0       | -            | -            | 1        | 0      |
| G. Bonafin    | 13       | 0       | 1            | 0            | 14       | 0      |
| G. Burelli    | 31       | 0       | 1            | 0            | 32       | 0      |
| F. Canella    | 26       | 10      | 1            | 0            | 27       | 10     |
| F. Colaotto   | 2        | 0       | -            | -            | 2        | 0      |
| F. De Cecco   | 1        | 0       | -            | -            | 1        | 0      |
| C. Delpin     | 3        | 1       | -            | -            | 3        | 1      |
| G. Del Zotto  | 5        | 0       | 1            | 0            | 6        | 0      |
| F. Dinelli    | 12       | -26     | 1            | -2           | 13       | -28    |
| C. Galli      | 8        | 0       | 1            | 0            | 9        | 0      |
| R. Manganotto | 15       | 1       | -            | -            | 15       | 1      |
| S. Moro       | 10       | 0       | -            | -            | 10       | 0      |
| L. Mortensen  | 5        | 0       | 1            | 0            | 6        | 0      |
| L. Pentrelli  | 24       | 4       | -            | -            | 24       | 4      |
| C. Pribaz     | 4        | 0       | -            | -            | 4        | 0      |
| G. Romano     | 18       | -28     | -            | -            | 18       | -28    |
| O. Rozzoni    | 20       | 9       | -            | -            | 20       | 9      |
| E. Salvori    | 1        | 0       | -            | -            | 1        | 0      |
| R. Sassi      | 23       | 1       | 1            | 0            | 24       | 1      |
| A. Selmosson  | 23       | 6       | -            | -            | 23       | 6      |
| A. Segato     | 28       | 2       | 1            | 0            | 29       | 2      |
| V. Tagliavini | 34       | 0       | 1            | 0            | 35       | 0      |
| G. Tinazzi    | 4        | 0       | -            | -            | 4        | 0      |
| R. Valenti    | 19       | 0       | -            | -            | 19       | 0      |
| D. Zoff       | 4        | -9      | -            | -            | 4        | -9     |